# Budeč (district de Jindřichův Hradec)
Pour les articles homonymes, voir Budeč.
Budeč (jusqu'en 1925 : Buč ; en allemand : Butsch) est une commune du district de Jindřichův Hradec, dans la région de Bohême-du-Sud, en République tchèque. Sa population s'élevait à 212 habitants en 2020.

## Géographie
Budeč se trouve à 12 km à l'est de Dačice, à 44 km à l'est de Jindřichův Hradec, à 82 km à l'est de České Budějovice et à 138 km au sud-est de Prague.
La commune est limitée par Knínice au nord et au nord-est, par Lomy à l'est et au sud, et par Chotěbudice, Budíškovice et Horní Slatina à l'ouest.

## Histoire
La première mention écrite du village date de 1251.